# Memorial Argo Manfredini
Il Memorial Argo Manfredini è stato un torneo professionistico  maschile di tennis che faceva parte dell'ATP Challenger Series. Si giocava annualmente dal 2000 al 2008 sui campi in terra rossa dello Sporting club di Sassuolo, in Italia.

## Albo d'oro

### Singolare
| Anno | Campione                | Finalista           | Score               |
| ---- | ----------------------- | ------------------- | ------------------- |
| 2000 | Stefano Tarallo         | Álex Calatrava      | 7–6(5), 3–6, 7–6(4) |
| 2001 | Attila Sávolt           | Giorgio Galimberti  | 6–4, 7–5            |
| 2002 | David Ferrer            | Mariano Puerta      | 6–4, 6–1            |
| 2003 | Mariano Albert-Ferrando | Renzo Furlan        | 7–6(1), 6–3         |
| 2004 | Potito Starace          | Alessio Di Mauro    | 6–2, 6–3            |
| 2005 | Oliver Marach           | Paul Capdeville     | 6–3, 4–6, 6–4       |
| 2006 | Frederico Gil (1)       | Gorka Fraile        | 6–3, 7–5            |
| 2007 | Aleksandr Dolhopolov    | Héctor Ruiz Cadenas | 6–1, 6–4            |
| 2008 | Frederico Gil (2)       | Santiago Ventura    | 6–2, 6–3            |

### Doppio
| Anno | Campioni                                   | Finalista                                          | Score               |
| ---- | ------------------------------------------ | -------------------------------------------------- | ------------------- |
| 2000 | Álex Calatrava Salvador Navarro            | Daniele Bracciali Federico Luzzi                   | 6(5)–7, 6–1, 6–4    |
| 2001 | Didac Perez-Minarro Gabriel Trujillo Soler | Manuel Jorquera Tomas Tenconi                      | 6–3, 6–2            |
| 2002 | Leonardo Azzaro Potito Starace             | Manuel Jorquera Diego Moyano                       | 6–3, 6–2            |
| 2003 | Paul Baccanello Stefano Galvani (1)        | Enzo Artoni Martín Vassallo Argüello               | 7–5, 2–6, 7–5       |
| 2004 | Enzo Artoni Ignacio Gonzalez-King          | Gianluca Bazzica Paul Capdeville                   | 3–6, 6–4, 6–1       |
| 2005 | Juan Pablo Brzezicki Cristian Villagrán    | Paul Capdeville Simone Vagnozzi                    | 7–6(5), 6–2         |
| 2006 | Francesco Aldi Tomas Tenconi               | Pablo Andújar Leonardo Azzaro                      | 6–0, 6–1            |
| 2007 | Giorgio Galimberti Marcio Torres           | Daniele Giorgini Andrea Stoppini                   | 6–3, 6(2)–7, [10–6] |
| 2008 | Juan Martin Aranguren Stefano Galvani (2)  | Rubén Ramírez Hidalgo Jose-Antonio Sanchez-De Luna | 5–7, 6–2, [10–8]    |